# Tampermonkey
Tampermonkey — менеджер пользовательских скриптов с более чем 10 миллионами пользователей.
Tampermonkey используется для запуска пользовательских скриптов. Расширение является чрезвычайно популярным, поскольку позволяет пользователям контролировать внешний вид и устранять проблемы на сайтах, которые они часто посещают.
Пользовательские скрипты — это небольшие программы на JavaScript, которые, например, добавляют кнопки загрузки на страницы YouTube, убирают временную шкалу в Facebook’е или помогают играть в онлайн-игры.

## Совместимость
Tampermonkey доступен для: Chrome, Firefox, Safari, Microsoft Edge, Opera, Dolphin, UC.
По мнению ряда изданий, изменения в политике безопасности Chrome Manifest V3 поставили под вопрос работоспособность данного расширения в Chrome ввиду новых ограничений безопасности.

## Характеристики
Функции Tampermonkey:
- управление и редактирование пользовательских скриптов
- синхронизация скриптов через Chrome Sync
- резервное копирование и восстановление через ZIP-файлы или облачное хранилище (Google Drive, Dropbox, OneDrive)
- поддержка всех функции GM_
- поддержка тегов из Greasemonkey и Scriptish
- полная совместимость со скриптами для Greasemonkey (для версий 3.x и ниже)

## Значимость
По данным магазина расширений Chrome, TamperMonkey было установлено более чем 10 млн человек.